# Lucy Mack Smith
Lucy Mack Smith, née sous le nom de Lucy Mack (8 juillet 1775 - 14 mai 1856) est la mère de Joseph Smith, le fondateur du mouvement mormon et de l'Église de Jésus-Christ des saints des derniers jours. Elle est connue pour avoir écrit les mémoires, Biographical Sketches of Joseph Smith, the Prophet, and His Progenitors for Many Generations et fut une dirigeante importante du mouvement pendant la présidence de son fils Joseph.

## Biographie
Lucy Mack est née le 8 juillet 1775 à Gilsum, dans le New Hampshire.
Elle épousa Joseph Smith Sr. en janvier 1796, avec lequel elle a 11 enfants :
1. Un fils mort à la naissance en 1797.
2. Alvin Smith (1798-1823), ne s'est jamais marié et n'a pas eu de descendants. Il a joué un rôle majeur en aidant la famille Smith à payer ses dettes et à construire sa maison.
3. Hyrum Smith (1800-1844), marié à plusieurs reprises et père de 8 enfants. Membre de l'Église, il a épaulé son frère Joseph dans la direction.
  1. Lovina Smith (1827-1876)
  2. Marie Smith (1829-1832)
  3. John Smith (1832-1911)
  4. Hyrum Smith Jr. (1834-1841)
  5. Jerusha Smith (1836-1912)
  6. Sarah Smith (1837-1876)
  7. Joseph F. Smith (1838-1918)
  8. Martha Ann Smith (1841-1923)
4. Sophronia Smith (1803-1876), mariée avec Calvin W. Stoddard puis avec William McCleary, elle est la mère de deux enfants.
  1. Eunice Stoddard (1830-1831)
  2. Mariah Stoddard (1832-1896)
5. Joseph Smith Jr. (1805-1844), fondateur de la croyance mormone et de l'Église de Jésus-Christ, il est marié à plusieurs femmes et a 10 enfants.
  1. Alvin Smith (1828-1828)
  2. Thaddeus Smith (1831-1831)
  3. Louisa Smith (1831-1831)
  4. Joseph Murdock-Smith (1831-1832), fils adoptif
  5. Julia Murdock-Smith (1831-1880), fille adoptive
  6. Joseph Smith III (1832-1914)
  7. Frederick G. Smith (1836-1862)
  8. Alexander Hale Smith (1838-1909)
  9. Don Carlos Smith (1840-1841)
  10. David Hyrum Smith (1844-1904)
6. Samuel H. Smith (1808-1844), membre de l'Église, il est marié et père de plusieurs enfants.
  1. Susannah Bailey Smith (1835-1905)
  2. Mary Bailey Smith (1837-1916)
  3. Samuel Harrison Bailey Smith (1838-1914)
  4. Lucy Bailey Smith (1841-1841)
  5. Levira Annette Clark Smith (1842-1888)
  6. Lovisa Annette Clark Smith (1843-1843)
  7. Lucy Jane Clark Smith (1844-1844)
7. Ephraim Smith (1810-1810), mort le jour de sa naissance.
8. William B. Smith (1811-1893), membre et administrateur de l'Église, marié et père de plusieurs enfants.
  1. Mary Jane Smith (1834-1878)
  2. Caroline L. Smith (1836-1878)
  3. Thalia Grant Smith (1848-1924)
  4. Hyrum Wallace Smith (1850-1935)
  5. William Enoch Smith (1858-1930)
  6. Edson Don Carlos Smith (1862-1939)
  7. Louise Mae Smith (1866-1866)
9. Katharine Smith (1813-1900), mariée à Wilkins J. Salisbury puis à Joseph Younger, mère de 8 enfants.
  1. Elizabeth Salisbury (1832-1832)
  2. Lucy Salisbury (1834-1892)
  3. Soloman Jenkins Salisbury (1835-1927)
  4. Alvin Salisbury (1838-1880)
  5. Don Carlos Salisbury (1841-1919)
  6. Emma Salisbury (1844-1846)
  7. Lorin Salisbury (1845-1849)
  8. Frederick Salisbury (1850-1934)
10. Don Carlos Smith (1816-1841), membre de l'Église et père de 3 enfants.
  1. Agnes Charlotte Smith (1836-1873)
  2. Sophronia Smith (1838-1843)
  3. Josephine Donna Smith (1841-1928)
11. Lucy Smith (1821-1882), mariée à Arthur Millikin et mère de 9 enfants.
  1. Don Carlos Smith Millikin (1843-1932)
  2. Sarah Millikin (1844-1934)
  3. George William Millikin (1848-1913)
  4. Florence Millikin (1850-1927)
  5. Julia Amelia Millikin (1853-1888)
  6. Frances Millikin (1856-1858)
  7. Charles Arthur Millikin (1858-1884)
  8. Clara Irene Millikin (1861-1948)
  9. Clarence Hyrum Millikin (1865-1922)

## Rôle au sein de l'Église

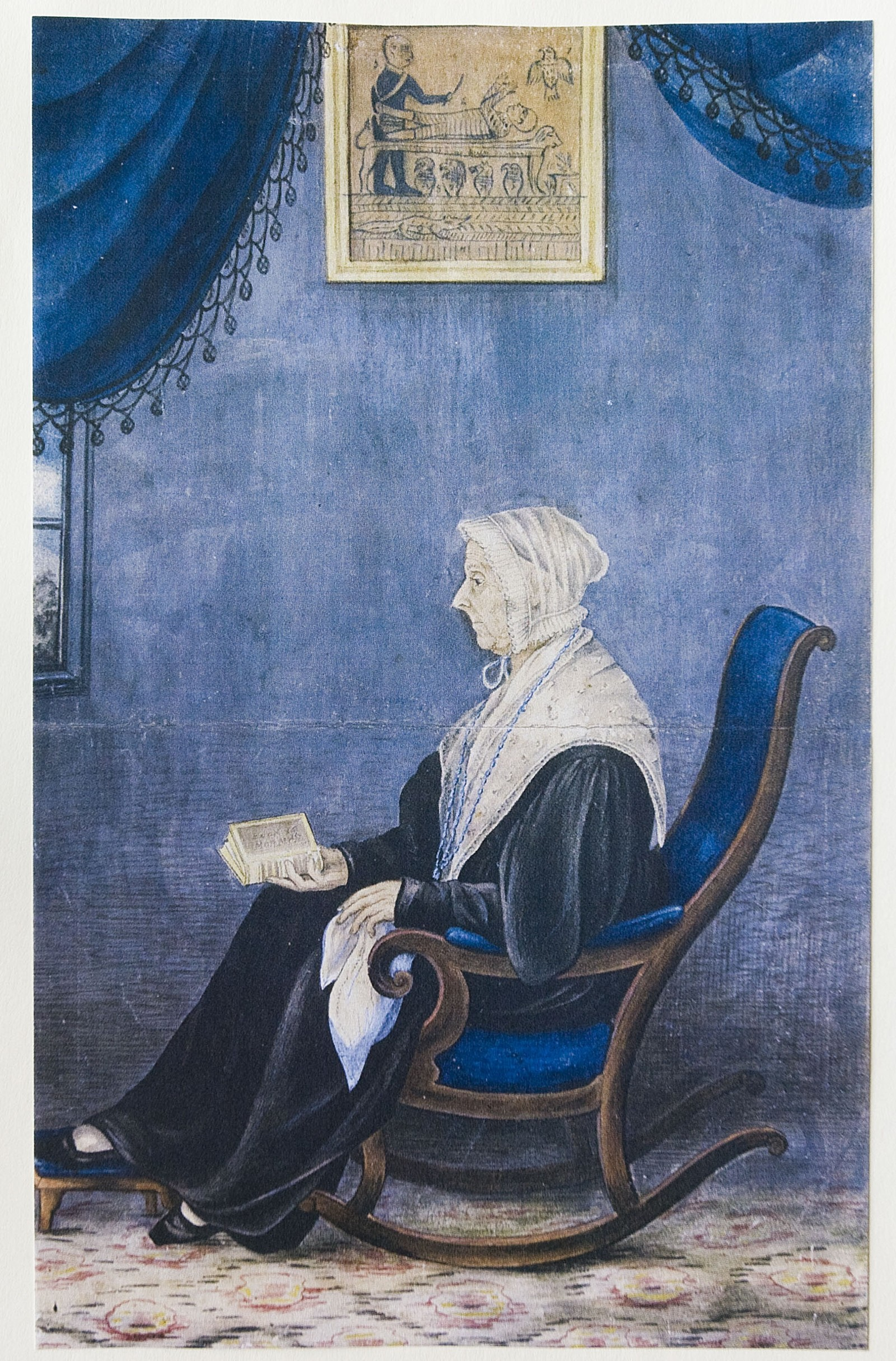
Portrait de Lucy Mack Smith.

Après la fondation du mormonisme par son fils Joseph, Lucy a joué le rôle de "mère" auprès des convertis qui ont été baptisés dans l’Église du Christ. À Kirtland, dans l’Ohio, elle a partagé sa maison avec des immigrants nouvellement arrivés, dormant parfois elle-même par terre lorsque la maison était pleine. Elle a participé à l’œuvre missionnaire et a même un jour tenu tête à un ministre presbytérien pour défendre sa foi.

Après la mort de Joseph et Hyrum en 1844, une crise de succession éclata au sein de l'Église. Hyrum avait été choisi comme successeur par Joseph et il n'était pas clair qui devait diriger l'Église après la mort des deux frères. Alors que Lucy Smith soutenait initialement les prétentions de l'un de ses disciples, James Strang, à diriger l'Église, une majorité de saints des derniers jours se sont finalement rangés du côté de Brigham Young et des autres membres du Collège des Douze.

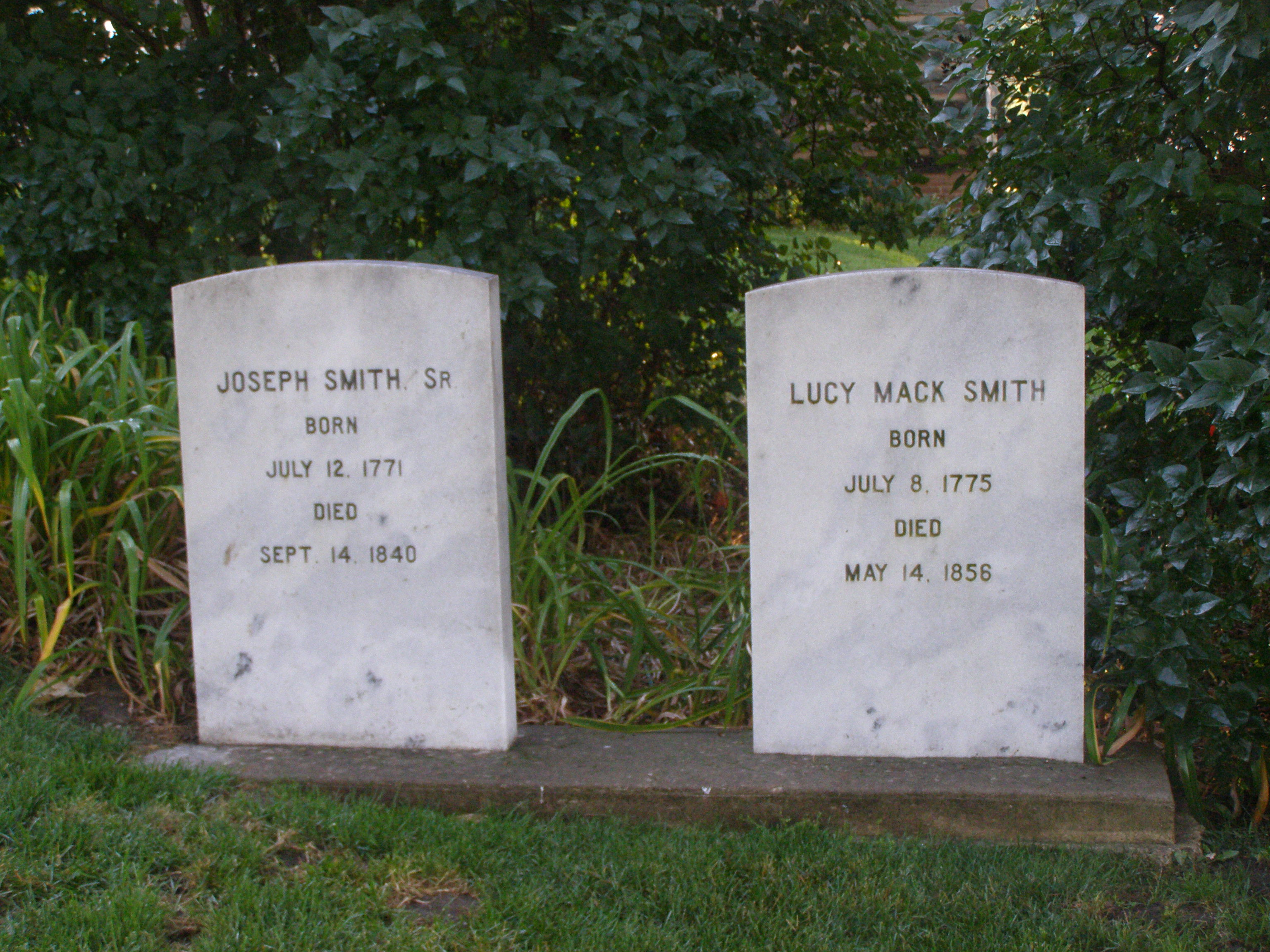
Les tombes de Joseph Senior et Lucy Smith.

James Strang a publié une déclaration signée par la mère Smith, son fils William et ses trois filles, certifiant que « la famille Smith croit en la nomination de JJ Strang » comme successeur de Joseph.
Lucy n'essaya jamais de se rendre dans le territoire de l'Utah : elle resta à Nauvoo avec ses filles, sa belle-fille Emma, et les fils d'Emma et de Joseph (Joseph III, Frederick, David Hyrum et Alexander Hale) jusqu'à sa mort en mai 1856.